# Kellerdämmung
Die Kellerdämmung ist die Dämmung des Kellers gegen das umliegende Erdreich (Perimeterdämmung). Bei unbeheizten Kellergeschossen kann die Kellerdämmung auch unter der Kellerdecke angebracht werden (siehe Rechenvorschriften der Energieeinsparverordnung). In der Ausführung und den Materialien ähnelt sie einer Dachdämmung (kaum feuchtegefährdet). Im Vergleich zur restlichen Gebäudehülle sind jedoch im Bereich der Perimeterdämmung wegen des erhöhten Erddrucks und der anstehenden Feuchtigkeit eine Kombination von Isolierung und Wärmedämmung erforderlich.
In einer mehrschichtigen Bauweise wird das (noch) freiliegende bzw. freizulegende Mauerwerk/Betonbauwerk zunächst gegen Feuchtigkeit abgedichtet. Dazu werden meistens bitumenhaltige Werkstoffe verwendet. Früher wurden häufig Bahnen mit Klebepunkten angebracht. Heutzutage werden ein- oder zweikomponentige Flüssigstoffe nach einem Voranstrich direkt auf die Kellerwand aufgebracht. Diese Feuchtigkeits-Sperrschicht sollte bis zu 60 cm über die Oberkante Erdreich/Bodenbelag hinausgehen, um auch den Spritzwasserbereich abzudecken. Darauf wird die eigentliche Wärmedämmung geklebt. Diese muss feuchteunempfindlich sein. Als zuverlässig gelten extrudierter Polystyrol-Hartschaum und Schaumglas. Handelt es sich beim anstehenden Erdreich um bindigen Boden (schlecht wasserleitend), muss eine Drainagematte angebracht werden, die einen Wasserstau verhindert und eine Ableitung des anstehenden Wassers bis zur Drainage gewährleistet. Dieser Empfehlung darf jedoch in manchen Kommunen aus Gründen des Hochwasserschutzes (Zurückhaltung von Niederschlagswasser) nicht gefolgt werden. Soweit möglich kann/soll/muss dort mit Sickergruben gearbeitet werden.